# Hecatonfonias
Se llaman hecatonfonias a las fiestas que los mesenios dedicaban a aquellos que habían matado a cien enemigos en la guerra. 
En un principio, los antiguos inmolaban a un hombre en honor a Marte lo que después se cambió sacrificándole un cerdo castrado, ceremonia que se denominó hecatonfoneuma. Aristómenes disfrutó por tres veces de este honor. Sicino Denato fue el primero en ofrecer en Roma este sacrificio. Este valiente se había batido ciento veinte veces y todas ellas había dado muerte a su adversario. En ellas, había recibido cuarenta heridas y en premio a su valor recibió veintiséis coronas y ciento cuarenta brazaletes. 